# Färöische Fußballnationalmannschaft

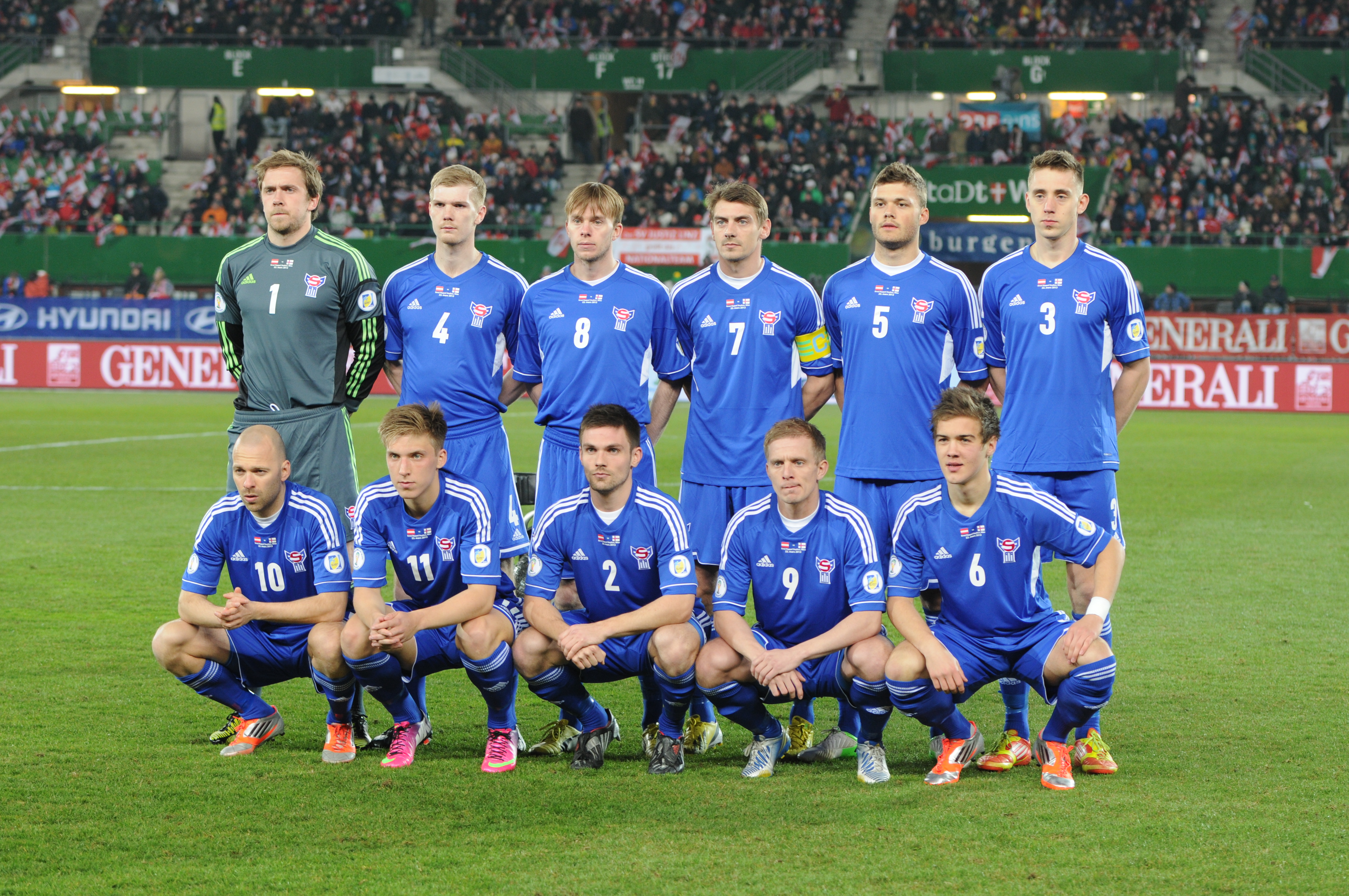
Mannschaftsfoto der Färöischen Fußballnationalmannschaft (März 2013)

Die färöische Fußballnationalmannschaft (färöisch Føroyska fótbóltsmanslandsliðið) ist die Auswahlmannschaft des Fótbóltssamband Føroya (FSF). Sie repräsentiert den färöischen Fußballsport in internationalen Vergleichen.
Der FSF wurde am 13. Januar 1979 gegründet und trat 1988 der FIFA bei. Am 18. April 1990 wurde er in die UEFA aufgenommen. Nur die Verbände aus England, Nordirland, Schottland und Wales sowie seit 2016 Gibraltar genießen neben den Färöern das Recht, trotz fehlender staatlicher Souveränität Mitglied der UEFA zu sein.

## Fußball-Weltmeisterschaften
- 1930 bis 1990 – nicht teilgenommen
- 1994 bis 2022 – nicht qualifiziert

## Fußball-Europameisterschaften
- 1960 bis 1988 – nicht teilgenommen
- 1992 bis 2024 – nicht qualifiziert

## UEFA Nations League
- 2018/19: Liga D, 3. Platz mit 1 Sieg, 2 Remis und 3 Niederlagen
- 2020/21: Liga D, 1. Platz mit 3 Siegen und 3 Remis
- 2022/23: Liga C, 3. Platz mit 2 Siegen, 2 Remis und 2 Niederlagen
- 2024/25: Liga C

## Geschichte

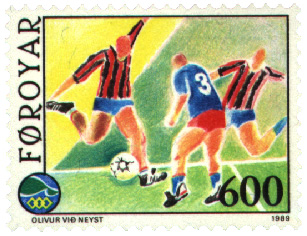
Färöischer Fußball: Briefmarke von 1989, die das Duell HB Tórshavn (rot-schwarz) gegen KÍ Klaksvík (blau) zeigt

Die Färöer konnten sich bisher noch nie für eine Europa- oder Weltmeisterschaft qualifizieren. Dennoch gelangen aus ihrer Sicht bemerkenswerte Erfolge auf europäischer Ebene.

### Qualifikationsrunde zur EM 1992
Am 12. September 1990 sorgte die Nationalmannschaft der Färöer in ihrem ersten Pflichtspiel überhaupt direkt für Aufsehen, als sie zur EM-Qualifikation Österreichs Mannschaft auf neutralem Boden in Landskrona (Schweden) mit 1:0 besiegte. Dieser Tag ging in die färöische Geschichte ein.
Am 1. Mai 1991 folgte ein respektables 1:1 gegen Nordirland. Auch das 1:1 gegen die türkische Fußballnationalmannschaft am 15. Juli 1991 war mehr als nur ein Achtungserfolg. Dort fiel außerdem das erste von neun Toren des zeitweiligen Rekordtorschützen Todi Jónsson.
Alle anderen Spiele derselben Qualifikationsrunde gingen verloren. Am 10. Oktober 1990 und 25. September 1991 verloren die Färoer auch gegen die Auswahl aus Dänemark (1:4 und 0:4).

### WM-Qualifikationsrunden für 1994 bis 2002
Die Teilnahme zur WM-Qualifikation 1994 blieb erfolglos. Die Färöer verloren alle zehn Spiele. Das einzige Tor konnten sie am 25. April 1993 auswärts gegen Zypern erzielen (1:3). Die Tordifferenz war am Ende 1:38.
Die Qualifikationsspiele zur EM 1996 verliefen etwas besser. Man konnte San Marino zu Hause mit 3:0, auswärts mit 3:1 bezwingen und belegte in der Abschlusstabelle den vorletzten Platz.
Zur WM-Qualifikation 1998 konnten sie Malta auf den letzten Platz in der Gruppe verweisen. Sie gewannen 1997 beide Spiele gegen die Mittelmeer-Insulaner mit 2:1.
Im Vorfeld zur WM 2002 gelang 2001 in der Qualifikation das Gleiche mit Luxemburg (2:0 und 1:0), und die Färöer konnten am 3. September 2000 zuhause in Toftir gegen den späteren WM-Teilnehmer Slowenien mit 2:2 bestehen.
Ein Freundschaftsspiel im damals nagelneuen Stadion Tórsvøllur der Inselhauptstadt Tórshavn am 21. August 2002 gegen Liechtenstein endete mit 3:1 für die Gastgeber.

### Qualifikationsrunde zur EM 2004
Bei der Qualifikation zur EM 2004 konnten die Färöer nur einen Punkt erreichen: Sie spielten am 7. September 2002 gegen die Auswahl Schottlands 2:2, nachdem sie nach zwölf Minuten bereits mit 2:0 geführt hatten. Als Konsequenz erhöhte sich der Druck auf den damaligen Nationaltrainer Schottlands, Berti Vogts.

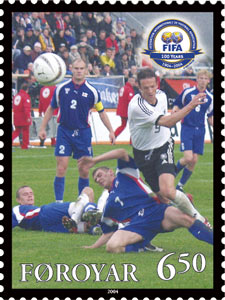
100 Jahre FIFA: Gedenkmarke von den Färöern mit dem Spiel Färöer–Deutschland am 11. Juni 2003 (0:2). Fredi Bobic im Sturm ist deutlich zu erkennen.

In der gleichen Qualifikationsrunde spielten die Färöer das erste Mal gegen die deutsche Fußballnationalmannschaft, verloren aber am 16. Oktober 2002 in Hannover mit 1:2, und am 11. Juni 2003 beim Rückspiel in Tórshavn mit 0:2 nach zunächst 89 torlosen Minuten.
Der deutsche Teamchef Rudi Völler nach dem Sieg von Tórshavn vor 6000 Zuschauern:

„Ich habe immer an den Sieg geglaubt. Wir haben es leider recht spannend gemacht. In der ersten Halbzeit haben wir etwas behäbig gespielt, aber in der zweiten Hälfte haben wir alles versucht. Ich kann der Mannschaft keinen Vorwurf machen. Gegen einen solchen Gegner kann man nicht glänzen, da geht es nur mit der Brechstange.“

### Qualifikationsspiele zur WM 2006
Die Färöer spielten zur WM-Qualifikation für 2006 in der europäischen Gruppe 4 mit Frankreich, Irland, Israel, der Schweiz und Zypern.
| Datum             | Paarung           | Ort       | Ergebnis  |
| ----------------- | ----------------- | --------- | --------- |
| 4. September 2004 | Schweiz–Färöer    | Basel     | 6:0 (4:0) |
| 8. September 2004 | Färöer–Frankreich | Tórshavn  | 0:2 (0:1) |
| 9. Oktober 2004   | Zypern–Färöer     | Nikosia   | 2:2 (1:2) |
| 13. Oktober 2004  | Irland–Färöer     | Dublin    | 2:0 (2:0) |
| 4. Juni 2005      | Färöer–Schweiz    | Toftir    | 1:3 (0:1) |
| 8. Juni 2005      | Färöer–Irland     | Tórshavn  | 0:2 (0:0) |
| 17. August 2005   | Färöer–Zypern     | Toftir    | 0:3 (0:1) |
| 3. September 2005 | Frankreich–Färöer | Lens      | 3:0 (2:0) |
| 7. September 2005 | Färöer–Israel     | Tórshavn  | 0:2 (0:0) |
| 8. Oktober 2005   | Israel–Färöer     | Ramat Gan | 2:1 (1:0) |

Bisherige Länderspielbilanz bezüglich dieser Gegner (Stand vor September 2004, dem Beginn der WM-Qualifikation):
- Färöer–Israel: Ein Freundschaftsspiel, unentschieden (1:1)
- Färöer–Schweiz: Zwei Spiele, zwei Niederlagen (1:5 und 0:1)
- Färöer–Zypern: Zwei Spiele, zwei Niederlagen (0:2 und 1:3)

Gegen die anderen beiden Mannschaften hatten die Färöer zuvor noch nie gespielt.

### Qualifikationsspiele zur EM 2008
Die Qualifikationsrunde für die EM 2008 bestritten die Färöer zusammen mit Weltmeister Italien, Vizeweltmeister Frankreich, WM-Teilnehmer Ukraine, dem Nachbarn Schottland, Georgien (mit Klaus Toppmöller als neuem Nationaltrainer) und Litauen in der Gruppe B.
Herausragendster Spieler dieser Runde war der Amateur Rógvi Jacobsen, der alle vier Tore der Färöer schoss. Am 21. November 2007 schoss er sein zehntes Tor für die Nationalmannschaft und wurde damit neuer Rekordtorschütze seines Landes. Dennoch wurden alle Partien verloren.
| Datum              | Paarung           | Ort                             | Ergebnis  |
| ------------------ | ----------------- | ------------------------------- | --------- |
| 16. August 2006    | Färöer–Georgien   | Toftir                          | 0:6 (0:3) |
| 2. September 2006  | Schottland–Färöer | Glasgow (Celtic Park)           | 6:0 (5:0) |
| 7. Oktober 2006    | Färöer–Litauen    | Tórshavn (Tórsvøllur)           | 0:1 (0:0) |
| 11. Oktober 2006   | Frankreich–Färöer | Sochaux                         | 5:0 (2:0) |
| 24. März 2007      | Färöer–Ukraine    | Toftir                          | 0:2 (0:1) |
| 28. März 2007      | Georgien–Färöer   | Tiflis                          | 3:1 (2:0) |
| 2. Juni 2007       | Färöer–Italien    | Tórshavn (Tórsvøllur)           | 1:2 (0:1) |
| 6. Juni 2007       | Färöer–Schottland | Toftir                          | 0:2 (0:2) |
| 12. September 2007 | Litauen–Färöer    | Kaunas                          | 2:1 (1:0) |
| 13. Oktober 2007   | Färöer–Frankreich | Tórshavn (Tórsvøllur)           | 0:6 (0:2) |
| 17. Oktober 2007   | Ukraine–Färöer    | Kiew                            | 5:0 (3:0) |
| 21. November 2007  | Italien–Färöer    | Modena (Stadio Alberto Braglia) | 3:1 (3:0) |

### Qualifikationsspiele zur WM 2010
Die Färöer spielten zur WM-Qualifikation für 2010 in der europäischen Gruppe 7 mit Frankreich, Rumänien, Serbien, Litauen und Österreich.
Besondere Bedeutung hatte das Spiel am 11. Oktober 2008 gegen Österreich. Die Färöer erreichten ein 1:1 (nach einer 1:0-Führung durch Bogi Løkin in der 46. Minute) und damit den ersten Pflichtspielpunkt seit 2001 beziehungsweise nach 21 Pflichtspielniederlagen in Folge, den ersten Punkt unter dem scheidenden Nationaltrainer Jógvan Martin Olsen und den ersten Punkt im Nationalstadion Tórsvøllur. Das Ergebnis wurde auf den Färöern als Sensation gefeiert. Eine weitere Sensation war der 2:1-Sieg gegen Litauen am 9. September 2009 in Toftir, dem ersten Sieg in der laufenden WM-Qualifikation.
| Datum              | Paarung           | Ort       | Ergebnis  |
| ------------------ | ----------------- | --------- | --------- |
| 6. September 2008  | Serbien–Färöer    | Belgrad   | 2:0 (1:0) |
| 10. September 2008 | Färöer–Rumänien   | Tórshavn  | 0:1 (0:0) |
| 11. Oktober 2008   | Färöer–Österreich | Tórshavn  | 1:1 (0:0) |
| 15. Oktober 2008   | Litauen–Färöer    | Kaunas    | 1:0 (1:0) |
| 10. Juni 2009      | Färöer–Serbien    | Tórshavn  | 0:2 (0:1) |
| 12. August 2009    | Färöer–Frankreich | Tórshavn  | 0:1 (0:1) |
| 5. September 2009  | Österreich–Färöer | Graz      | 3:1 (2:0) |
| 9. September 2009  | Färöer–Litauen    | Toftir    | 2:1 (2:1) |
| 10. Oktober 2009   | Frankreich–Färöer | Guingamp  | 5:0 (2:0) |
| 14. Oktober 2009   | Rumänien–Färöer   | Timișoara | 3:1 (1:0) |

### Qualifikationsspiele zur EM 2012
Die Qualifikationsrunde für die EM 2012 bestritten die Färöer zusammen mit den WM-Teilnehmern Italien, Serbien und Slowenien sowie Nordirland und Estland in der Gruppe C. Wie auch in der WM-Qualifikation zuvor konnten erneut vier Punkte erzielt werden, was den letzten Platz in der Qualifikationsgruppe bedeutete.
| Datum             | Paarung           | Ort       | Ergebnis  |
| ----------------- | ----------------- | --------- | --------- |
| 11. August 2010   | Estland–Färöer    | Tallinn   | 2:1 (0:1) |
| 3. September 2010 | Färöer–Serbien    | Tórshavn  | 0:3 (0:2) |
| 7. September 2010 | Italien–Färöer    | Florenz   | 5:0 (3:0) |
| 8. Oktober 2010   | Slowenien–Färöer  | Ljubljana | 5:1 (2:0) |
| 12. Oktober 2010  | Färöer–Nordirland | Toftir    | 1:1 (1:0) |
| 3. Juni 2011      | Färöer–Slowenien  | Toftir    | 0:2 (0:1) |
| 7. Juni 2011      | Färöer–Estland    | Toftir    | 2:0 (1:0) |
| 10. August 2011   | Nordirland–Färöer | Belfast   | 4:0 (1:0) |
| 2. September 2011 | Färöer–Italien    | Tórshavn  | 0:1 (0:1) |
| 6. September 2011 | Serbien–Färöer    | Belgrad   | 3:1 (2:1) |

### Qualifikationsspiele zur WM 2014
In der Qualifikation zur WM in Brasilien trafen die Färöer auf Deutschland, Irland, Kasachstan, Österreich und Schweden. Nur gegen Kasachstan hatten die Färöer vor den nachfolgend aufgeführten Spielen eine positive Bilanz (2 Siege in 2 Spielen), gegen Schweden gab es im zuvor einzigen Spiel ein 0:0 und gegen Österreich in vier Spielen immerhin einen Sieg und ein Remis. Gegen Deutschland und Irland wurden beide vorherigen Begegnungen jeweils verloren.
| Datum              | Paarung             | Ort      | Ergebnis  |
| ------------------ | ------------------- | -------- | --------- |
| 7. September 2012  | Deutschland–Färöer  | Hannover | 3:0 (1:0) |
| 12. Oktober 2012   | Färöer–Schweden     | Tórshavn | 1:2 (0:0) |
| 16. Oktober 2012   | Färöer–Irland       | Tórshavn | 1:4 (0:0) |
| 22. März 2013      | Österreich–Färöer   | Wien     | 6:0 (3:0) |
| 7. Juni 2013       | Irland–Färöer       | Dublin   | 3:0 (1:0) |
| 11. Juni 2013      | Schweden–Färöer     | Solna    | 2:0 (1:0) |
| 6. September 2013  | Kasachstan – Färöer | Astana   | 2:1 (0:1) |
| 10. September 2013 | Färöer-Deutschland  | Tórshavn | 0:3 (0:1) |
| 11. Oktober 2013   | Färöer-Kasachstan   | Tórshavn | 1:1 (1:0) |
| 15. Oktober 2013   | Färöer-Österreich   | Tórshavn | 0:3 (0:1) |

Durch die Niederlage am 6. September 2013 hatten die Färöer keine Chance mehr, sich zu qualifizieren.

### Qualifikationsspiele zur EM 2016

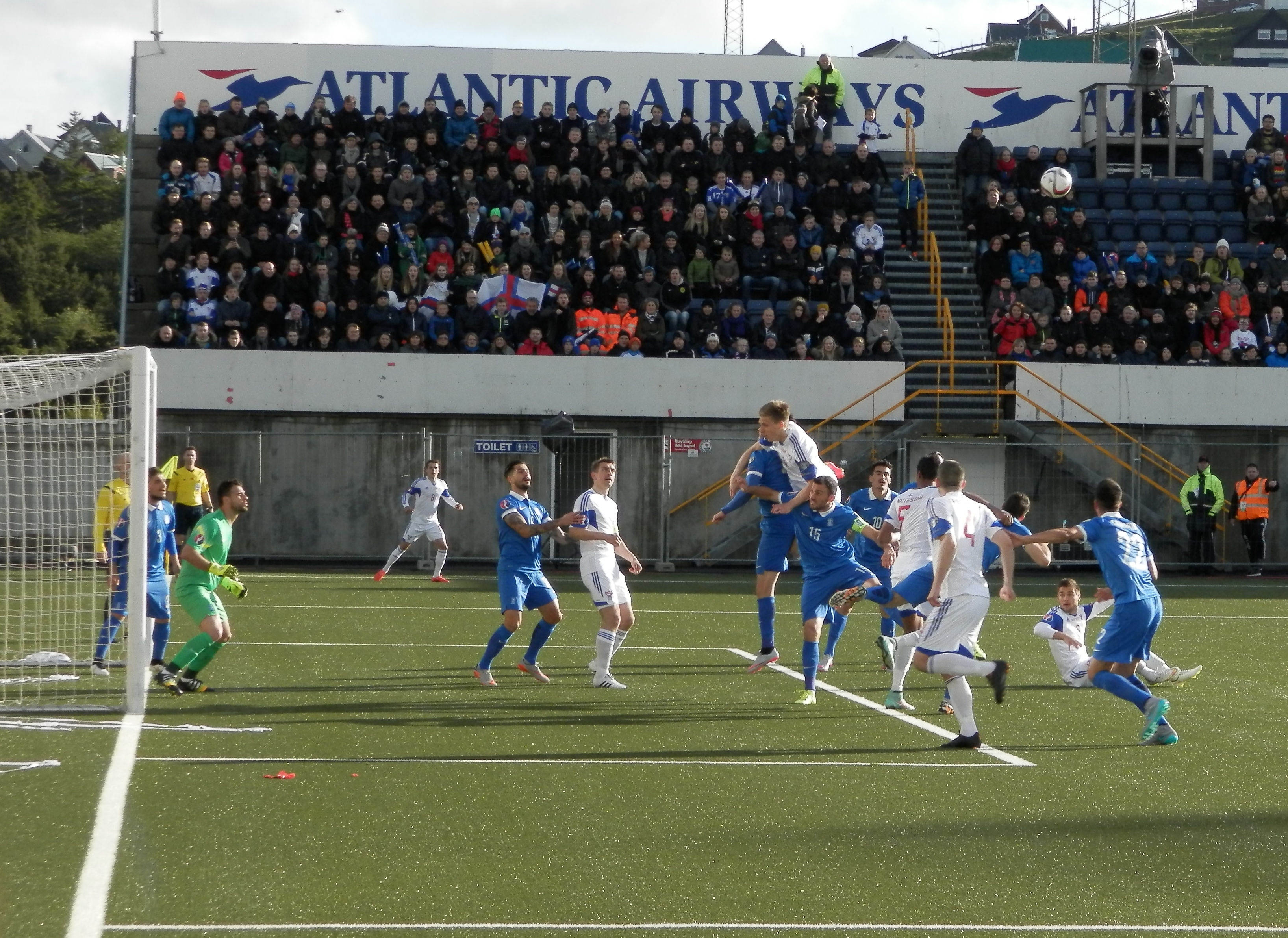
Färöer – Griechenland 2:1, Tórsvøllur am 13. Juni 2015

In der Qualifikation trafen die Färöer auf Griechenland, Rumänien, Finnland und Nordirland sowie erstmals auf Ungarn.
Gegen den ehemaligen Europameister Griechenland erreichten die Färöer durch einen Treffer von Jóan Símun Edmundsson am 14. November 2014 einen 1:0-Auswärtssieg. Hierauf wurde der griechische Trainer entlassen und die Färöer verbesserten sich in der FIFA-Weltrangliste im November 2014 um 82 Plätze auf Platz 105. Am 14. Juni 2015 feierten die Färöer ihren zweiten Sieg gegen die griechische Fußballnationalmannschaft mit einem 2:1.
| Datum             | Paarung               | Ort      | Ergebnis  |
| ----------------- | --------------------- | -------- | --------- |
| 7. September 2014 | Färöer – Finnland     | Tórshavn | 1:3 (1:0) |
| 11. Oktober 2014  | Nordirland – Färöer   | Belfast  | 2:0 (2:0) |
| 14. Oktober 2014  | Färöer – Ungarn       | Tórshavn | 0:1 (0:1) |
| 14. November 2014 | Griechenland – Färöer | Piräus   | 0:1 (0:0) |
| 29. März 2015     | Rumänien – Färöer     | Ploiești | 1:0 (1:0) |
| 13. Juni 2015     | Färöer – Griechenland | Tórshavn | 2:1 (1:0) |
| 4. September 2015 | Färöer – Nordirland   | Tórshavn | 1:3 (1:1) |
| 7. September 2015 | Finnland – Färöer     | Helsinki | 1:0 (1:0) |
| 8. Oktober 2015   | Ungarn – Färöer       | Budapest | 2:1 (0:1) |
| 11. Oktober 2015  | Färöer – Rumänien     | Tórshavn | 0:3 (0:2) |

Bisherige Länderspielbilanz bezüglich dieser Gegner (Stand vor September 2014, dem Beginn der EM-Qualifikation):
- Färöer–Finnland: Drei Spiele, drei Niederlagen (0:5, 0:4 und 0:1)
- Färöer–Nordirland: Vier Spiele, zwei Unentschieden, zwei Niederlagen (1:1, 0:5, 1:1 und 0:4)
- Färöer–Griechenland: Zwei Spiele, zwei Niederlagen (1:5 und 0:5)
- Färöer–Rumänien: Vier Spiele, vier Niederlagen (0:7, 0:4, 0:1 und 1:3)

Gegen Ungarn hatten die Färöer zuvor noch nie gespielt.

### Qualifikationsspiele zur WM 2018
In der Qualifikation trafen die Färöer auf Portugal, die Schweiz, Ungarn, Lettland und Andorra.
| Datum             | Paarung           | Ort              | Ergebnis  |
| ----------------- | ----------------- | ---------------- | --------- |
| 6. September 2016 | Färöer – Ungarn   | Tórshavn         | 0:0       |
| 7. Oktober 2016   | Lettland – Färöer | Riga             | 0:2 (0:1) |
| 10. Oktober 2016  | Färöer – Portugal | Tórshavn         | 0:6 (0:3) |
| 13. November 2016 | Schweiz – Färöer  | Luzern           | 2:0 (1:0) |
| 25. März 2017     | Andorra – Färöer  | Andorra la Vella | 0:0       |
| 9. Juni 2017      | Färöer – Schweiz  | Tórshavn         | 0:2 (0:1) |
| 31. August 2017   | Portugal – Färöer | Porto            | 5:1 (2:1) |
| 3. September 2017 | Färöer – Andorra  | Tórshavn         | 1:0 (1:0) |
| 7. Oktober 2017   | Färöer – Lettland | Tórshavn         | 0:0       |
| 10. Oktober 2017  | Ungarn – Färöer   | Budapest         | 1:0 (0:0) |

Bisherige Länderspielbilanz bezüglich dieser Gegner (Stand: November 2015):
- Färöer–Ungarn: Zwei Spiele, zwei Niederlagen (0:1 und 1:2)
- Färöer–Portugal: Ein Spiel, eine Niederlage (0:5)
- Färöer–Schweiz: Vier Spiele, vier Niederlagen (1:5, 0:1, 0:6 und 1:3)
- Färöer–Andorra: Ein Spiel, ein Unentschieden (0:0)

Gegen Lettland hatten die Färöer zuvor noch nie gespielt. Durch den Sieg gegen Lettland am 2. Spieltag stieg die Nationalmannschaft in der FIFA-Weltrangliste (Ausgabe Oktober 2016) auf Platz 74, den besten Platz in der Geschichte des Landes.

## Offizielle

### Trainer

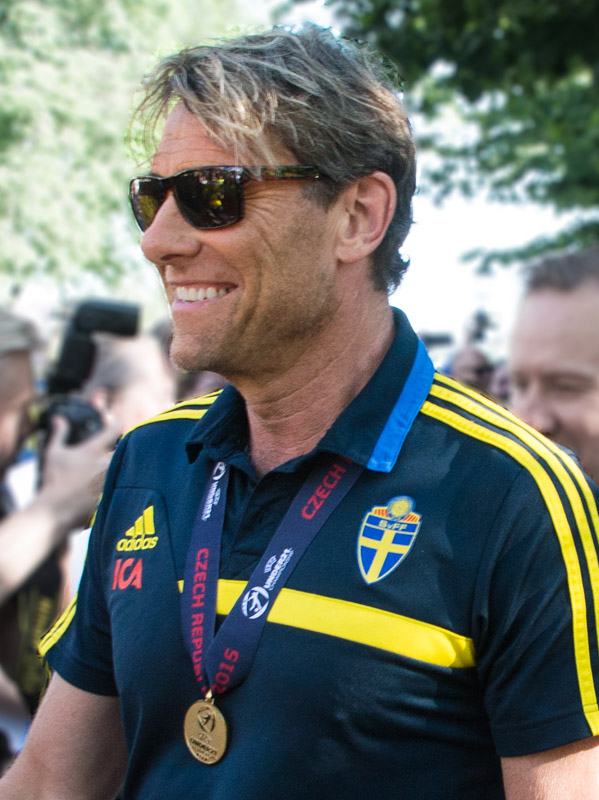
Teamchef Håkan Ericson

| Nat.     | Name                                   | von 1         | bis 1         | Sp | S | U  | N  | Tore   | Quote 2 |
| -------- | -------------------------------------- | ------------- | ------------- | -- | - | -- | -- | ------ | ------- |
| Island   | Páll Guðlaugsson                       | 24. Aug. 1988 | 11. Aug. 1993 | 25 | 2 | 3  | 20 | 09:076 | 0.36    |
| Faroer   | Jóhan Nielsen+Jógvan Norðbúð (Interim) | 8. Sep. 1993  | 8. Sep. 1993  | 01 | 0 | 0  | 01 | 00:004 | 0.00    |
| Danemark | Allan Simonsen                         | 7. Sep. 1994  | 6. Okt. 2001  | 52 | 8 | 7  | 37 | 37:121 | 0.60    |
| Faroer   | Jógvan Martin Olsen (Interim)          | 10. Feb. 2002 | 13. Feb. 2002 | 02 | 1 | 0  | 01 | 02:002 | 1.50    |
| Danemark | Henrik Larsen                          | 21. Aug. 2002 | 8. Okt. 2005  | 24 | 4 | 2  | 18 | 22:060 | 0.58    |
| Faroer   | Jógvan Martin Olsen                    | 14. Mai 2006  | 15. Okt. 2008 | 20 | 0 | 1  | 19 | 08:064 | 0.05    |
| Faroer   | Heðin Askham (Interim)                 | 22. März 2009 | 22. März 2009 | 01 | 1 | 0  | 0  | 02:001 | 3.00    |
| Irland   | Brian Kerr                             | 10. Juni 2009 | 6. Sep. 2011  | 19 | 2 | 2  | 15 | 10:046 | 0.42    |
| Danemark | Lars Olsen                             | 1. Dez. 2011  | 18. Nov. 2019 | 54 | 5 | 2  | 24 | 21:067 | 0.31    |
| Schweden | Håkan Ericson                          | 16. Dez. 2019 | 13. Okt. 2024 | 48 | 9 | 13 | 26 | 42:080 | 0.83    |
| Faroer   | Eyðun Klakstein                        | 14. Nov. 2024 |               | 4  | 1 | 0  | 3  | 2:4    | 0.75    |

Stand: 25. März 2025

### Co-Trainer
Bis auf den Iren John McDonnell gab es zuletzt ausschließlich färöische Co-Trainer; von 2010 bis 2011 übten zwei Personen dieses Amt aus.
- Jógvan Martin Olsen (1996–2005)[8]
- John Petersen (2005–2008)[9]
- Jens Martin Knudsen (2008–2011)[10]
- John McDonnell (2010–2011)[11]
- Jóannes Jakobsen (2011–2020)[12]
- Eli Hentze (2020–2024)
- Atli Gregersen (2024–)

### Torwarttrainer
Torwarttrainer war von 2006 bis 2024 Jens Martin Knudsen, der von 2008 bis 2011 als Co-Trainer eine Doppelfunktion ausübte. Seit 2024 ist Geza Turi Torwarttrainer.

## Rekordspieler

### Rekordspieler
Stand: 25. März 2025
| Rang | Spieler                   | Spiele | Zeitraum  |
| ---- | ------------------------- | ------ | --------- |
| 1.   | Fróði Benjaminsen 1       | 95     | 1999–2017 |
| 2.   | Jóan Símun Edmundsson 1   | 94     | seit 2009 |
| 3.   | Viljormur í H. Davidsen 1 | 87     | seit 2013 |
| 4.   | Óli Johannesen            | 83     | 1992–2007 |
| 5.   | Sølvi Vatnhamar           | 79     | seit 2013 |
| 6.   | Hallur Hansson            | 74     | seit 2012 |
| 7.   | Jákup Mikkelsen           | 73     | 1995–2012 |
| 8.   | Gunnar Nielsen 1          | 71     | 2009–2022 |
| 9.   | Gilli Rólantsson 1        | 66     | seit 2013 |
| 10.  | Brandur Hendriksson       | 65     | seit 2014 |
| 10.  | Jens Martin Knudsen       | 65     | 1988–2006 |
| 10.  | Odmar Færø                | 65     | seit 2012 |
| 13.  | Klæmint Olsen             | 64     | seit 2012 |
| 14.  | Julian Johnsson           | 62     | 1995–2006 |
| 14.  | René Joensen              | 62     | seit 2012 |
| 16.  | Jákup á Borg              | 61     | 1998–2010 |
| 17.  | Atli Gregersen            | 59     | 2009–2019 |
| 18.  | John Petersen             | 57     | 1995–2004 |
| 18.  | Jónas Þór Næs 1           | 57     | 2008–2018 |
| 20.  | Allan Mørkøre             | 54     | 1990–2001 |
| 21.  | Rógvi Baldvinsson 1       | 53     | seit 2011 |
| 21.  | Rógvi Jacobsen            | 53     | 1999–2009 |
| 21.  | Súni Olsen                | 53     | 2001–2013 |
| 24.  | Christian Holst 2         | 51     | 2003–2015 |
| 24.  | Øssur Hansen              | 51     | 1992–2002 |
| 26.  | Christian Høgni Jacobsen  | 50.    | 2001–2010 |
| 27.  | Sonni Nattestad           | 49     | seit 2013 |

Rekordnationalspieler ist seit dem 14. November 2014 Fróði Benjaminsen. Den Rekord als jüngsten eingesetzten Spieler hält Ingi Højsted, der bei seinem Debüt 17 Jahre und 5 Monate alt war.

### Rekordtorschützen
Stand: 25. März 2025
| Rang | Spieler                   | Tore | Zeitraum  |
| ---- | ------------------------- | ---- | --------- |
| 1.   | Klæmint Olsen             | 10   | seit 2012 |
| 1.   | Rógvi Jacobsen            | 10   | 1999–2009 |
| 3.   | Todi Jónsson              | 9    | 1991–2005 |
| 4.   | Uni Arge                  | 8    | 1992–2002 |
| 4.   | Jóan Símun Edmundsson     | 8    | seit 2009 |
| 6.   | Brandur Hendriksson       | 6    | seit 2014 |
| 6.   | Christian Holst           | 6    | 2003–2015 |
| 6.   | Fróði Benjaminsen         | 6    | 1999–2017 |
| 6.   | John Petersen             | 6    | 1995–2004 |
| 6.   | Viljormur í H. Davidsen 1 | 6    | seit 2013 |
| 11.  | Hallur Hansson            | 5    | seit 2012 |
| 11.  | Jan Allan Müller          | 5    | 1988–1998 |
| 13.  | Julian Johnsson           | 4    | 1995–2006 |
| 13.  | Rógvi Baldvinsson         | 4    | seit 2011 |
| 15.  | Arnbjørn Hansen           | 3    | 2006–2017 |
| 15.  | Gunnar Vatnhamar          | 3    | seit 2018 |
| 15.  | Jens Kristian Hansen      | 3    | 1994–2002 |
| 15.  | Jóannes Bjartalíð         | 3    | seit 2019 |
| 15.  | Kurt Mørkøre              | 3    | 1988–2001 |
| 15.  | René Shaki Joensen        | 3    | seit 2012 |
| 15.  | Sonni Nattestad           | 3    | seit 2013 |
| 15.  | Súni Olsen                | 3    | 2001–2013 |

Jüngster Torschütze ist Allan Mørkøre mit 18 Jahren und 10 Monaten.

## Länderspiele gegen deutschsprachige Fußballnationalmannschaften

### Länderspiele gegen die deutsche Fußballnationalmannschaft
|    | Datum              | Ort      | Heimmannschaft | Resultat | Gastmannschaft |
| -- | ------------------ | -------- | -------------- | -------- | -------------- |
| 1. | 16. Oktober 2002   | Hannover | Deutschland    | 2:1      | Färöer         |
| 2. | 11. Juni 2003      | Tórshavn | Färöer         | 0:2      | Deutschland    |
| 3. | 7. September 2012  | Hannover | Deutschland    | 3:0      | Färöer         |
| 4. | 10. September 2013 | Tórshavn | Färöer         | 0:3      | Deutschland    |

### Länderspiele gegen die liechtensteinische Fussballnationalmannschaft
|    | Datum            | Ort                   | Heimmannschaft | Resultat | Gastmannschaft |
| -- | ---------------- | --------------------- | -------------- | -------- | -------------- |
| 1. | 26. April 2000   | Vaduz                 | Liechtenstein  | 0:1      | Färöer         |
| 2. | 13. Februar 2002 | Paphos ()             | Färöer         | 1:0      | Liechtenstein  |
| 3. | 21. August 2002  | Tórshavn              | Färöer         | 3:1      | Liechtenstein  |
| 4. | 28. März 2016    | Marbella              | Liechtenstein  | 2:3      | Färöer         |
| 5. | 25. März 2018    | Marbella              | Liechtenstein  | 0:3      | Färöer         |
| 6. | 7. Juni 2021     | Tórshavn              | Färöer         | 5:1      | Liechtenstein  |
| 7. | 29. März 2022    | San Pedro del Pinatar | Liechtenstein  | 0:1      | Färöer         |
| 8. | 22. März 2024    | Marbella              | Liechtenstein  | 0:4      | Färöer         |

### Länderspiele gegen die luxemburgische Fußballnationalmannschaft
|    | Datum             | Ort         | Heimmannschaft | Resultat | Gastmannschaft |
| -- | ----------------- | ----------- | -------------- | -------- | -------------- |
| 1. | 24. März 2001     | Luxemburg   | Luxemburg      | 0:2      | Färöer         |
| 2. | 1. September 2001 | Toftir      | Färöer         | 1:0      | Luxemburg      |
| 3. | 4. Juni 2010      | Hesperingen | Luxemburg      | 0:0      | Färöer         |
| 4. | 7. Juni 2022      | Tórshavn    | Färöer         | 0:1      | Luxemburg      |
| 5. | 14. Juni 2022     | Luxemburg   | Luxemburg      | 2:2      | Färöer         |

### Länderspiele gegen die österreichische Fußballnationalmannschaft
|    | Datum              | Ort           | Heimmannschaft | Resultat | Gastmannschaft |
| -- | ------------------ | ------------- | -------------- | -------- | -------------- |
| 1. | 12. September 1990 | Landskrona () | Färöer         | 1:0      | Österreich     |
| 2. | 22. Mai 1991       | Salzburg      | Österreich     | 3:0      | Färöer         |
| 3. | 11. Oktober 2008   | Tórshavn      | Färöer         | 1:1      | Österreich     |
| 4. | 5. September 2009  | Graz          | Österreich     | 3:1      | Färöer         |
| 5. | 22. März 2013      | Wien          | Österreich     | 6:0      | Färöer         |
| 6. | 15. Oktober 2013   | Tórshavn      | Färöer         | 0:3      | Österreich     |
| 7. | 28. März 2021      | Wien          | Österreich     | 3:1      | Färöer         |
| 8. | 9. Oktober 2021    | Tórshavn      | Färöer         | 0:2      | Österreich     |

### Länderspiele gegen die Schweizer Fussballnationalmannschaft
|    | Datum             | Ort      | Heimmannschaft | Resultat | Gastmannschaft |
| -- | ----------------- | -------- | -------------- | -------- | -------------- |
| 1. | 7. Oktober 2000   | Zürich   | Schweiz        | 5:1      | Färöer         |
| 2. | 2. Juni 2001      | Toftir   | Färöer         | 0:1      | Schweiz        |
| 3. | 4. September 2004 | Basel    | Schweiz        | 6:0      | Färöer         |
| 4. | 4. Juni 2005      | Toftir   | Färöer         | 1:3      | Schweiz        |
| 5. | 13. November 2016 | Luzern   | Schweiz        | 2:0      | Färöer         |
| 6. | 9. Juni 2017      | Tórshavn | Färöer         | 0:2      | Schweiz        |